# Lamadelaine
Lamadelaine (luxemburgska: Rolléng, tyska: Rollingen) är en ort i kommunen Pétange i kantonen Esch-sur-Alzette i Luxemburg. Lamadelaine ligger 294 meter över havet och antalet invånare är 2 428.